# Alojz Gangl

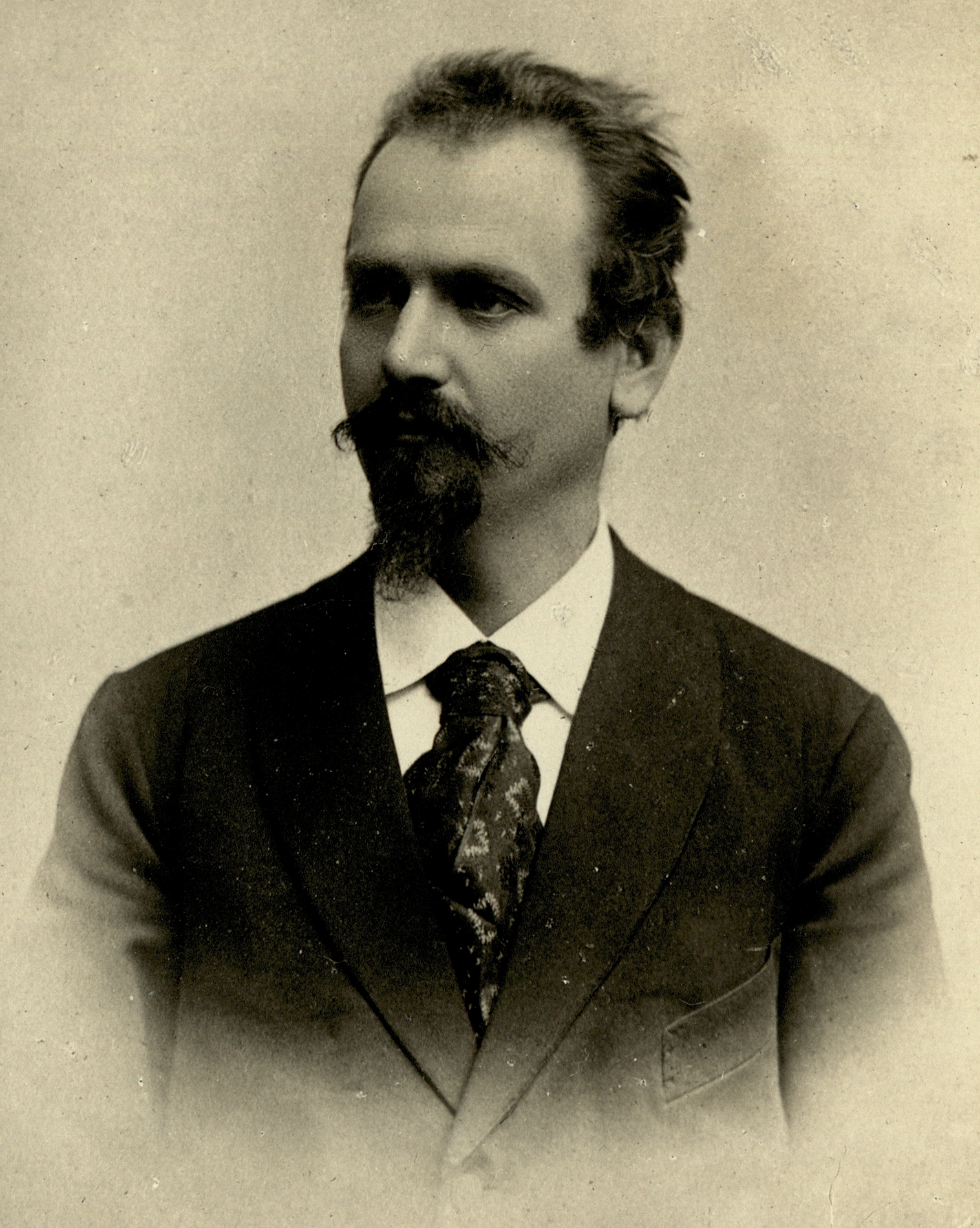
Alojzij Gangl

Alojz Gangl (* 8. Juni 1859 in Metlika; † 2. Oktober 1935 in Prag) war ein slowenischer Bildhauer.

## Überblick
Er ist einer der Begründer der ersten Generation der frühen slowenischen modernen Bildhauerei. Er schuf zahlreiche Porträts, Studien und öffentliche Denkmäler, Architektur-, Grabes- und sakrale Skulpturen.

## Leben

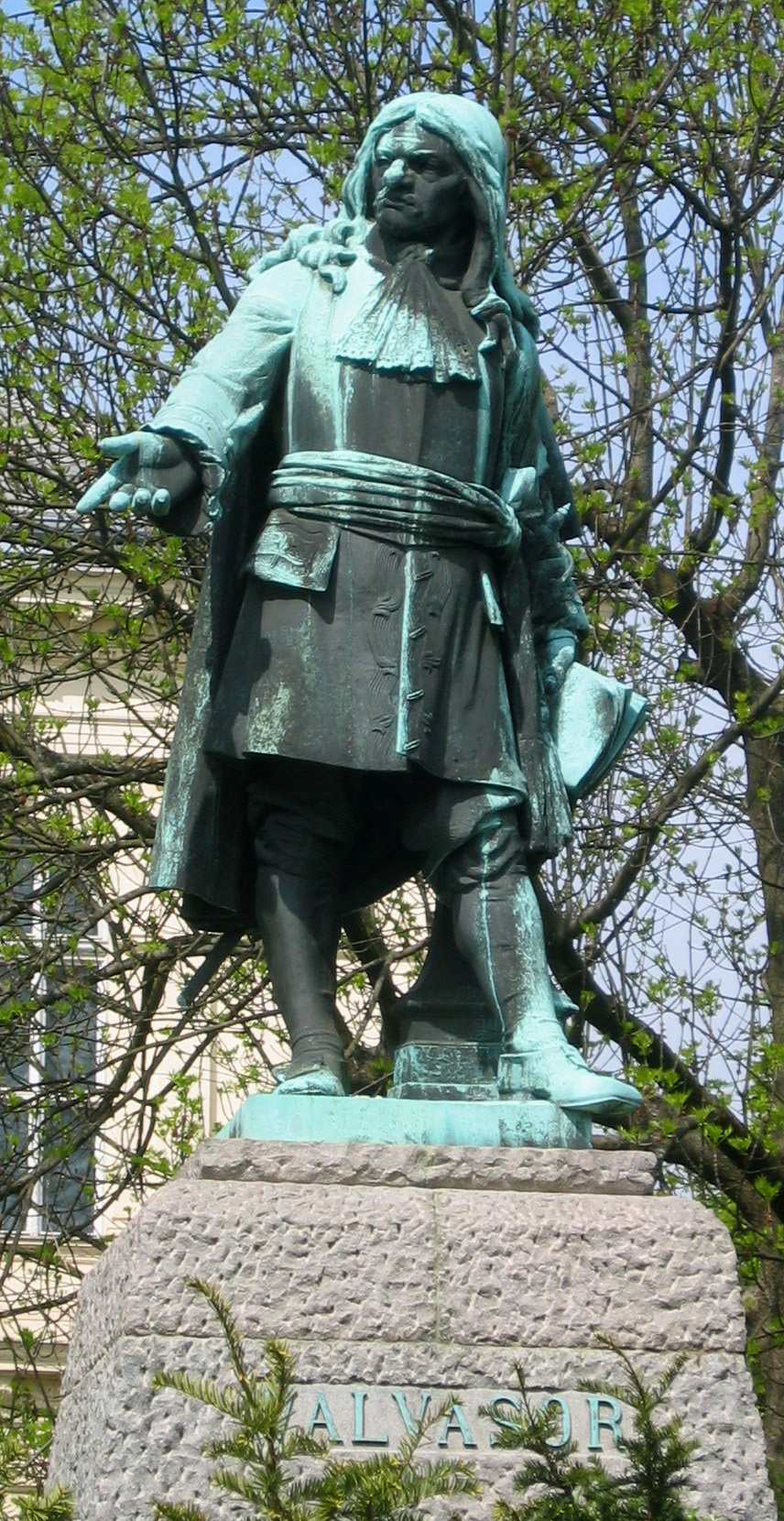
Statue des Johann Weichard von Valvasor

Er studierte an der Akademie der Bildenden Künste in Wien unter der Mentorenschaft von Edmund Hellmer. Unterstützung erfuhr er vom Kärntner Landständeausschuss und dem Delegierten Fran Suklje. Seine Fachausbildung erhielt er 1888 in der Bildhauerei bei Caspar von Zumbusch.
Zu diesem Zeitpunkt war Gangl bereits ein anerkannter Bildhauer und bekam den Auftrag für das erste öffentliche slowenische Denkmal über Valentin Vodnik (1887–1889), welches vor dem Gebäude der ehemaligen Mädchenschule in Ljubljana errichtet wurde. Das Stück, im architektonischen Realismus mit Neoklassik- und Neobarock-Elementen gehalten, war ein wichtiger Meilenstein in der Entwicklung der slowenischen Bildhauerei, da sie den Weg ebnete zur verstärkten Darstellung der nationalen Werte prominenter Persönlichkeiten des slowenischen kulturellen Lebens. Im Jahre 1889 erstellte Gangl das Holz-Relief Die Geburt Jesu für die Kirche Sacré Cœur in Pressbaum bei Wien.
Von 1895 bis 1905 unterrichtete er an der Bildhauerei an der Kunstgewerbeschule in Laibach. Nach seiner vorzeitigen Pensionierung 1905 übte er den Lehrerberuf von 1910 bis 1911 weiterhin aus. Nach drei Jahren in Wien (1914–1917) zog er dauerhaft mit seiner Frau, die tschechischer Herkunft war, nach Prag. Ein Jahr vor seinem Tod konzipierte er das monumentale expressive Werk „Christus – Der einsame Reisende“ für den Friedhof seiner Heimatstadt Metlika, wo er auch beerdigt wurde.
Nach dem Tod Gangls wurde das Vermächtnis des Künstlers zwischen dem Bela krajina Museum in Metlika, dem Stadtmuseum von Ljubljana und der Slowenischen Nationalgalerie aufgeteilt, wo die Werke zum Teil noch ausgestellt sind.